# بيت الصارم (النادرة)

تعديل مصدري - تعديل

بيت الصارم هي إحدى قرى عزلة الفجرة بمديرية النادرة التابعة لمحافظة إب، بلغ تعداد سكانها 480 نسمة حسب تعداد اليمن لعام 2004.